# Julião Henriques
Julião Henriques Neto (ur. 16 sierpnia 1981 w Belém) – brazylijski bokser, brązowy medalista igrzysk panamerykańskich.
W 2011 wystąpił na Igrzyskach Panamerykańskich w Guadalajarze zdobywając brązowy medal w wadze muszej. Pokonał Johna Coronę (Salwador), a w półfinale przegrał z reprezentantem Dominikany Dagoberto Agüero.
W maju 2012 w Rio de Janeiro uzyskał kwalifikację do Igrzysk Olimpijskich w Londynie. Na igrzyskach w pierwszej walce pokonał Jon Chol Paka z Korei Północnej, a następnie przegrał z Jeyvierem Cintrónem z Portoryko. Startował też na igrzyskach olimpijskich w Rio de Janeiro.